# Hvor kommer tingene fra
Hvor kommer tingene fra er en børneserie der blev sendt i børnetime på DR i 1983-1996. 
Serien handler om værten Lasse der undersøger hvordan man producere forskellige ting og hvor de kommer fra, bl.a. rammer, træstammer, økologisk ost, grovchips, bolsjet Tyrkisk peber og knallerter. 
Bagefter fortæller han en vittighed og spiller og synger. I løbet af de senere par udsendelser ændres det til at han i stedet fortæller om forskellige historier bl.a. Konen i muddergrøften.